# 布拉泰尤鄉

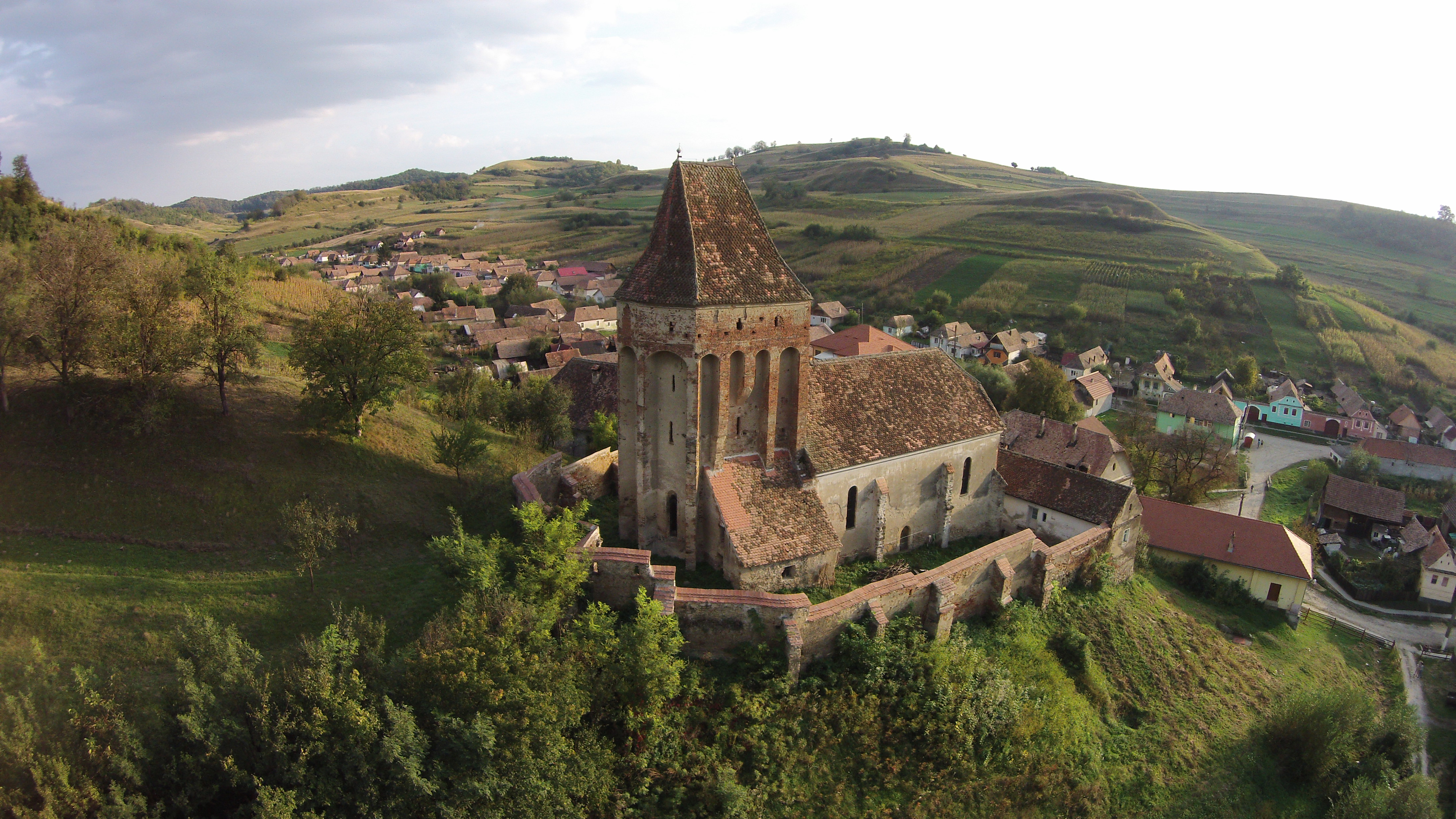

46°10′N 24°25′E / 46.167°N 24.417°E
布拉泰尤鄉（羅馬尼亞語：Comuna Brateiu, Sibiu），是羅馬尼亞的鄉份，位於該國中部，由錫比烏縣負責管轄，面積35平方公里，海拔高度421米，2007年人口3,602，人口密度每平方公里103人。